# Lipocarpha leucaspis
Lipocarpha leucaspis är en halvgräsart som beskrevs av Jean Raynal. Lipocarpha leucaspis ingår i släktet Lipocarpha och familjen halvgräs. Inga underarter finns listade i Catalogue of Life.